# 海地黑人
黑人，是大多數海地居民的構成部分。在2013年佔海地人口95%，其餘則是白人、穆拉托人、阿拉伯人和亞洲人。他們的祖先多是被法國用來充當種植園勞力的西非黑奴。

## 起源
海地人的祖先多是由塞內加爾到剛果一帶的黑人，主要來自貝寧、畿內亞、塞拉利昂、塞內加爾、安哥拉、尼日利亞、喀麥隆和加納，也有一些來自東南非和中非。

## 人口
海地人口是每平方公里250人，多居住在城鎮、海岸地區和山谷(黑人多住在鄉下)。在2008年聯合國估計海地約有9800000人，半數人20歲以下。海地于 1950 年进行了第一次官方人口普查，记录人口为 310 万。

## 文化
海地文化是法國文化和西非傳統之間在海地融合過程的結果(主要是達荷美-尼日利亞人)，海地的一個重要的文化實踐是巫毒教。這可能起源於貝寧，在許多非洲國家也被信仰。一般被忽視但重要的因素是希斯帕尼奧拉島土著人民的泰諾人。泰诺人的宗教的一些被吸收入巫毒教內部。
在海地西非人的一夫多妻與天主教婚姻持續並存，舞蹈和一些形式的娛樂與非洲活動相結合。服裝往往是歐洲的，但婦女包頭巾則是西非的典型服裝。
海地有兩種語言。法語在學校教授，大約有42％的人口被認識，但只是在太子港和其他城市被穆拉托人和少數黑人使用。海地克里奧爾語源於法語和非洲語言，是法語的方言。它在全國各地使用，但廣泛應用於農村。
海地的音樂受到來自非洲的嚴重影響。打擊樂是最重要的表演形式，鼓是重要樂器。目前，在海地的“康帕斯”風格音樂是結合了剛果節奏與歐洲和加勒比的影響，比普通海地音樂稍微柔和一些。